# 1437
1437 је била проста година.

## Догађаји
- Википедија:Непознат датум — Основан Казански Канат.
- Википедија:Непознат датум — Единбург постао престоница Шкотске.
- Википедија:Непознат датум — Сукоб Србије и Османског царства (1437—1438) Снаге Османског царства са више страна упадају на територију Деспотовине Србије.

## Рођења
- 4. октобар — Јохан IV, баварски војвода

## Смрти

### Фебруар
- 9. децембар — Жигмунд Луксембуршки, угарски краљ и свети римски цар.